# 加茂郡 (新潟県)
- 令制国一覧 > 北陸道 > 佐渡国 > 加茂郡
- 日本 > 中部地方 > 新潟県 > 加茂郡

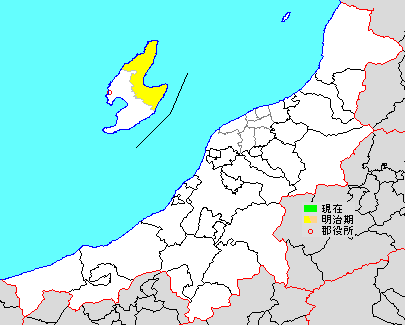
新潟県加茂郡の範囲

加茂郡（かもぐん）は、新潟県（佐渡国）にあった郡。

## 郡域
1878年（明治11年）に行政区画として発足した当時の郡域は、佐渡市のうち下記の区域にあたる。
- 両津地区の全域
- 新穂地区の大部分（新穂皆川、新穂舟下を除く）
- 相川地区の一部（北川内、北立島、入川、高千、北田野浦、小野見、石名、小田、大倉、矢柄、関、五十浦、岩谷口）
- 金井地区の一部（吉井、大和、吉井本郷、安養寺、三瀬川、水渡田）

## 歴史
養老5年（721年）、佐渡国唯一の郡であった雑太郡より分けて羽茂郡とともに新たに設置された。

### 近代以降の沿革
- 幕末の時点では全域が佐渡奉行が管轄する幕府領であった。「旧高旧領取調帳」に記載されている明治初年時点に存在した村は以下の通り。●の各村には寺社領が存在。（6町95村）

岩首村、東鵜島村、柿野浦村、東小浦村、尾戸村、立間村、赤玉村、蚫村、東立島村、東強清水村、野浦村、月布施村、片野尾村、水津村、大川村、羽二生村、両尾村、椎泊村、三分一村、河崎村、久知河内村、下久知村、城腰村、住吉村、青木村、瓜生屋村、善光寺村、大野村、武井村、新穂町、北方村、谷塚村、潟上村、田野沢村、正明寺村、井内村、上新穂村、下新穂村、長畝村、弐方潟村、船津村、中島村、馬場村、横谷村、吉井本郷、吉井上町、吉井下町、立野村、安養寺村、上横山村、下横山村、水渡田村、細屋村、青竜寺村、三瀬川村、潟端村、籠米村、釜屋村、長江村、加茂村、歌代村、湊町、夷町、夷新町、梅津村、羽黒村、吉住村、椿村、北五十里村、白瀬村、小松村、中玉川村、坊ヶ崎村、和木村、馬首村、北松ヶ崎村、平松村、浦川村、歌見村、黒姫村、虫崎村、北小浦村、見立村、鷲崎村、願村、北鵜島村、真更川村、岩谷口村、五十浦村、関村、矢柄村、大倉村、小田村、石名村、小野見村、北田野浦村、高千村、千本村、入川村、北立島村、北河内村
- 慶応4年
  - 4月15日（1868年5月7日） - 佐渡裁判所の管轄となる。
  - 9月2日（1868年10月17日） - 佐渡県（第1次）の管轄となる。
- 明治元年
  - 11月5日（1868年12月18日） - 新潟府の管轄となる。
- 明治2年
  - 2月22日（1869年4月3日） - 越後府の管轄となる。
  - 7月20日（1869年8月27日） - 佐渡県（第2次）の管轄となる。
- 明治4年11月20日（1871年12月31日） - 第1次府県統合により佐渡県（第2次）が相川県に改称。
- 明治初年 - 玉川村が改称して中玉川村となる。
- 明治9年（1876年）4月18日 - 第2次府県統合により新潟県の管轄となる。
- 明治10年（1877年） - 下記の村の統合・新設が行われる。（5町82村）
  - 東小浦村・尾戸村が合併して豊岡村となる。
  - 船津村・中島村・馬場村・横谷村が合併して大和村となる。
  - 吉井上町・吉井下町が合併して吉井町となる。
  - 細屋村・青竜寺村が合併して旭村となる。
  - 籠米村・釜屋村が合併して秋津村となる。
  - 加茂村・歌代村が合併して加茂歌代村となる。
  - 羽黒村・吉住村が合併して羽吉村となる。
  - 三分一村が河崎村に合併。
  - 善光寺村が瓜生屋村に合併。
  - 谷塚村・弐方潟村が長畝村に合併。
  - 小松村が白瀬村に合併。
  - 千本村が高千村に合併。
  - 城古志村から原黒村が分村。
- 明治12年（1879年）4月9日 - 郡区町村編制法の新潟県での施行により行政区画としての加茂郡が発足。「雑太加茂羽茂郡役所」が雑太郡相川町に設置され、雑太郡・羽茂郡とともに管轄。
- 明治13年（1880年） - 潟上村の一部（下組）より吾潟村が起立。（5町83村）
- 明治21年（1888年） - 中玉川村・坊ヶ崎村が合併して玉崎村となる。（5町82村）

### 町村制以降の沿革
- 明治22年（1889年）4月1日 - 町村制の施行により以下の町村が発足。全域が現・佐渡市。（2町22村）
  - 吉井村 ← 旭村、水渡田村、吉井町、吉井本郷、大和村、三瀬川村、立野村、安養寺村
  - 長江村 ← 下横山村、上横山村、長江村
  - 秋津村 ← 秋津村、潟端村
  - 田野沢村、潟上村、正明寺村、長畝村（それぞれ単独村制）
  - 新穂村 ← 瓜生屋村、青木村、井内村、上新穂村、新穂町、下新穂村、北方村
  - 大野村 ← 大野村、武井村
  - 岩首村 ← 岩首村、東鵜島村、柿野浦村、豊岡村、立間村、赤玉村、蚫村
  - 水津村 ← 東立島村、東強清水村、野浦村、月布施村、片野尾村、水津村
  - 富岡村 ← 大川村、羽二生村、両尾村、椎泊村
  - 河崎村（単独村制）
  - 明治村 ← 下久知村、久知河内村、城腰村、住吉村、原黒村
  - 吾潟村（単独村制）
  - 湊町（単独町制）
  - 夷町 ← 夷町、夷新町
  - 加茂歌代村、梅津村（それぞれ単独村制）
  - 羽吉村 ← 羽吉村、椿村
  - 内浦村 ← 北五十里村、白瀬村、玉崎村、和木村、馬首村、平松村、北松ヶ崎村、浦川村、歌見村
  - 内海府村 ← 黒姫村、虫崎村、北小浦村、見立村、鷲崎村
  - 外海府村 ← 願村、北鵜島村、真更川村、岩谷口村、五十浦村、関村、矢柄村、大倉村、小田村
  - 高千村 ← 石名村、小野見村、北田野浦村、高千村、入川村、北立島村、北河内村
- 明治26年（1893年）2月3日 - 内浦村の一部（北五十黒）が羽吉村に編入。
- 明治29年（1896年）4月1日 - 郡制の施行のため、「雑太加茂羽茂郡役所」の管轄区域をもって佐渡郡が発足。同日加茂郡廃止。